# Bruno Desrochers
 (juillet 2024).
Si vous disposez d'ouvrages ou d'articles de référence ou si vous connaissez des sites web de qualité traitant du thème abordé ici, merci de compléter l'article en donnant les références utiles à sa vérifiabilité et en les liant à la section « Notes et références ».
Bruno Desrochers, né le 17 avril 1910 et mort le 6 octobre 1976, est un homme d'Église canadien qui fut évêque de Sainte-Anne-de-la-Pocatière de 1951 à 1968.

## Biographie
Originaire de Saint-Louis-de-Lotbinière (Québec), il est ordonné en 1934.
En 1951, il est nommé évêque par Pie XII et consacré à l'épiscopat sous la nonciature de Ildebrando Antoniutti.
Le 24 mai 1968, il est nommé évêque titulaire de Zaba (de).
En 1970, Charles-Henri Lévesque lui succède en tant qu'évêque de Sainte-Anne-de-la-Pocatière.
Il est décédé en 1976 à l'âge de 66 ans.